# Mikola Tomin
Mikola Mikolajevič Tomin (ukrajinsko Микола Миколайович Томін), sovjetski rokometaš, * 28. december 1948, Zaporožje.
Leta 1976 je na poletnih olimpijskih igrah v Montrealu v sestavi sovjetske rokometne reprezentance osvojil zlato olimpijsko medaljo.